# Томми и Таппенс
Томми и Таппенс (англ. Tommy and Tuppence) — два героя в романах Агаты Кристи, которые имеют типичные характеры персонажей этой писательницы. Их полные имена — Томас Бересфорд и Пруденс Коули. В первый раз Томми и Таппенс появились в романе Таинственный противник (1922). Они начали свою жизнь как авантюристы (в поисках приключений и денег), но работа детективами оказалась гораздо выгоднее и интереснее.
Они появляются вместе в четырех романах и одном сборнике рассказов. В своих ранних романах Кристи изображает их как типичных представителей среднего класса, а рассказы с их участием более выразительны, чем произведения с другими персонажами. Они воспитывают троих детей — близнецов Дебору и Дерека и приёмную дочь Бетти. В течение серии они нанимают для помощи их частному агентству человека по имени Альберт, который сопровождает их и до последнего романа. Кроме того, у них есть небольшая собака по имени Ганнибал.

## Романы
- Таинственный противник
- Партнёры по преступлению
- Н или М?
- Щёлкни пальцем только раз
- Врата судьбы